# Nicanor Duarte Frutos
Óscar Nicanor Duarte Frutos (Coronel Oviedo, 11 ottobre 1956) è un politico paraguaiano.

## Biografia
È stato Presidente del Paraguay dal 15 agosto 2003 al 15 agosto 2008; candidato ufficiale del Partido Colorado, eletto con buono scarto sul diretto rivale del Partido Liberàl.
A fini propagandistici, non soltanto pratici, era solito parlare in lingua guaraní ai giornalisti e nei discorsi alla nazione.
Dal 4 settembre 2008 ricopre la carica di senatore a vita.